# Fernando Tejero
Fernando Tejero Muñoz-Torrero (Córdoba, Andalúzia, 1967. február 24. –) Goya-díjas spanyol színész.
2003-as Focibolondok című vígjátékával elnyerte a legjobb új színésznek járó Goya-díjat. Ezt követően olyan filmekben szerepelt, mint a Haláli hálóőr (2005), a Melegkonyha (2008) és a Franco börtönében (2022) – utóbbi két filmjével férfi mellékszereplőként jelölték Goya-díjakra.  
A televízió képernyőjén 2003–2006 között Emilio Delgado megformálásával vált ismertté az Ez a ház totál gáz című spanyol vígjátéksorozatban.

## Filmográfia

### Film
| Év   | Magyar cím                                   | Eredeti cím                    | Szerep                 | Magyar hang    |
| ---- | -------------------------------------------- | ------------------------------ | ---------------------- | -------------- |
| 1999 | Majd túlélem                                 | Sobreviviré                    | Joven                  |                |
| 2001 |                                              | La mujer de mi vida            | Nando chico            |                |
| 2001 | Kergék karácsonya                            | Noche de reyes                 | Gus                    |                |
| 2002 | Napfényes hétfők                             | Los lunes al sol               | Lázaro                 |                |
| 2003 | Szex, hazugság, super 8-as – Torremolinos 73 | Torremolinos 73                | Juan Luis              | Fekete Zoltán  |
| 2003 | Focibolondok                                 | Días de fútbol                 | Serafín                |                |
| 2004 |                                              | Cachorro                       | Macarrilla             |                |
| 2004 | Elszabott frigy                              | Crimen Ferpecto                | Alonso                 | Rába Roland    |
| 2004 | Cápamese                                     | Shark Tale                     | Oscar (spanyol hangja) |                |
| 2005 | Haláli hálóőr                                | El penalti más largo del mundo | Fernando Díaz          |                |
| 2006 | A féktelen                                   | Volando voy                    | Juan                   |                |
| 2006 |                                              | Va a ser que nadie es perfecto | Carlos                 |                |
| 2007 |                                              | Días de cine                   | Fino                   |                |
| 2007 | Öngyilkosok klubja                           | El club de los suicidas        | Antonio                |                |
| 2008 | Melegkonyha                                  | Fuera de carta                 | Ramiro                 | Csőre Gábor    |
| 2008 | 8 randi                                      | 8 citas                        | Antonio                |                |
| 2008 |                                              | Gente de mala calidad          | Andrés                 |                |
| 2009 | Santiagói kaland                             | Road to Santiago               | Nacho                  |                |
| 2010 |                                              | Desechos                       | Soto                   |                |
| 2011 | Játékon kívül                                | En fuera de juego              | Javi                   |                |
| 2011 |                                              | Cinco metros cuadrados         | Álex                   |                |
| 2011 |                                              | El sueño de Iván               | Toribio                |                |
| 2012 |                                              | La chispa de la vida           | Johnny                 |                |
| 2016 | Állati nagy szökés                           | Ozzy                           | Radar (hangja)         | Kerekes József |
| 2020 |                                              | Explota, explota               | Chimo                  |                |
| 2021 | A csigák háza                                | La casa del caracol            | szerkesztő             |                |
| 2021 |                                              | El club del paro               | Jesús                  |                |
| 2022 |                                              | La piel en llamas              | Dr. Arellano           |                |
| 2022 | Franco börtönében                            | Modelo 77                      | Marbella               |                |
| 2022 |                                              | La fortaleza                   | Notario                |                |
| 2023 | Veszett farkas                               | Últimas voluntades             | Coque                  |                |

### Televízió
| Év        | Cím                                         | Szerep                     | Megjegyzések |
| --------- | ------------------------------------------- | -------------------------- | ------------ |
| 2000–2001 | Policías, en el corazón de la calle         | Tuerto                     | 6 epizód     |
| 2001–2002 | Periodistas                                 | Juanfran / Pau Portabella  | 5 epizód     |
| 2002      | Compañeros                                  | Espermatozoide / Fontanero | 2 epizód     |
| 2003–2006 | Ez a ház totál gáz (Aquí no hay quien viva) | Emilio Delgado             | 91 epizód    |
| 2007      | Gominolas                                   | Benja                      | 7 epizód     |
| 2008      | El síndrome de Ulises                       | Jota-Jota                  | 8 epizód     |
| 2013–2024 | La que se avecina                           | Fermín Trujillo            | 111 epizód   |
| 2018      | El Continental                              | Ramiro López               | 9 epizód     |

## Fontosabb díjak és jelölések
| Díj      | Kategória                    | Jelölt mű                | Átadó éve | Eredmény |
| -------- | ---------------------------- | ------------------------ | --------- | -------- |
| Goya-díj | legjobb új színész           | Focibolondok (2003)      | 2004      | Elnyerte |
| Goya-díj | legjobb férfi mellékszereplő | Melegkonyha (2008)       | 2009      | Jelölve  |
| Goya-díj | legjobb férfi mellékszereplő | Franco börtönében (2022) | 2023      | Jelölve  |